# Vassobia
Vassobia es un género de plantas en la familia de las Solanáceas con tres especies aceptadas que se distribuyen por Sudamérica.

## Especies
- Vassobia breviflora (Sendtn.) Hunz.
- Vassobia dichotoma (Rusby) Bitter
- Vassobia fasciculata (Miers) Hunz.